# Liste der Naturdenkmäler in Wuppertal
Die Liste der Naturdenkmäler in Wuppertal listet Naturdenkmale in Wuppertal.

## Liste der Naturdenkmale

### Aktuelle Naturdenkmale
Stand 16. Dezember 2008
Die Liste berücksichtigt die Naturdenkmale, die in der Ordnungsbehördliche Verordnung zum Schutz von Naturdenkmalen für das Gebiet der Stadt Wuppertal vom 16. Dezember 2008 veröffentlicht worden sind. Mit dieser Verordnung sind die ordnungsbehördlichen Verordnungen zur einstweiligen Sicherstellung von Naturdenkmalen vom 30. Juni 2006, vom 30. November 2006 und vom 22. Februar 2007 außer Kraft gesetzt.
| Bild | Art des Naturdenkmals | Bezeichnung | Lage                                                                                             | Flur    | Flurstück              | Schutz nach     | Schutzgrund                                                                                  | Eingetragen seit                                           | Denkmal- nummer |
| --- | --------------------- | --- | ------------------------------------------------------------------------------------------------ | ------- | ---------------------- | --------------- | -------------------------------------------------------------------------------------------- | ---------------------------------------------------------- | --------------- |
| mehr Fotos \| Fotos hochladen                                                                           | Geologisch            | Flinzschiefer Scholle | Elberfeld Unterer Dorrenberg Karte                                                               | 46      | 120                    | § 22 a LG NRW   | gut sichtbare Flinzschieferscholle mit Spezialfaltung                                        | Stand: 2008-11-10                                          | 0.01 Wikidata   |
| mehr Fotos \| Fotos hochladen                                                                           | Biologisch            | Eine Esche (Fraxinus excelsior) | Elberfeld Else-Lasker-Schüler-Park Karte                                                         | 128     | 18/2                   | § 22 a+b LG NRW | markanter Einzelbaum                                                                         | Stand: 2008-11-10                                          | 0.02            |
| mehr Fotos \| Fotos hochladen                                                                           | Biologisch            | Eine Sommerlinde (Tilia platyphyllos)                                                                                                   | Elberfeld Deweerthstraße 65–69 Karte                                                             | 109     | 45                     | § 22 b LG NRW   | ortsbildprägend                                                                              | Stand: 2008-11-10                                          | 0.03            |
| mehr Fotos \| Fotos hochladen                                                                           | Biologisch            | Eine Stieleiche (Quercus robur) | Elberfeld Hardt-Anlagen Karte                                                                    | 111     | 13                     | § 22 a+b LG NRW | markanter Einzelbaum                                                                         | Stand: 2008-11-10                                          | 0.04            |
| mehr Fotos \| Fotos hochladen                                                                           | Biologisch            | Eine Silber-Linde (Tilia tomentosa) | Elberfeld Hardt-Anlagen Karte                                                                    | 111     | 13                     | § 22 b LG NRW   | stattlicher Baum, markante Einzelstellung                                                    | Stand: 2008-11-10                                          | 0.05            |
| mehr Fotos \| Fotos hochladen                                                                           | Biologisch            | Eine Hainbuche (Carpinus betulus) | Elberfeld Am Cleefkothen Karte                                                                   | 240     | 140                    | § 22 b LG NRW   | alter markanter Baum, situationsprägend                                                      | Stand: 2008-11-10                                          | 0.06            |
| mehr Fotos \| Fotos hochladen                                                                           | Biologisch            | Eine Rotbuche (Fagus sylvatica) | Elberfeld Carnapsplatz Karte                                                                     | 62      | 1                      | § 22 b LG NRW   | mächtiger Baum, quartiersprägend                                                             | Stand: 2008-11-10                                          | 0.08            |
| mehr Fotos \| Fotos hochladen                                                                           | Biologisch            | Eine Sommerlinde (Tilia platyphyllos)                                                                                                   | Elberfeld Hofaue Karte                                                                           | 142     | 32                     | § 22 b LG NRW   | markanter Baum, quartiersprägend                                                             | Stand: 2008-11-10                                          | 0.09            |
| mehr Fotos \| Fotos hochladen                                                                           | Biologisch            | Eine Rosskastanie (Aesculus hippocastanum)                                                                                              | Elberfeld Deweerth’scher Garten Karte                                                            | 354     | 52                     | § 22 b LG NRW   | prägend für das Wohnquartier                                                                 | Stand: 2008-11-10                                          | 0.10            |
| mehr Fotos \| Fotos hochladen                                                                           | Biologisch            | Vier Rosskastanien (Aesculus hippocastanum)                                                                                             | Elberfeld Frankenplatz Karte                                                                     | 113     | 43/3                   | § 22 b LG NRW   | markante Baumgruppe                                                                          | Stand: 2008-11-10                                          | 0.11            |
| mehr Fotos \| Fotos hochladen                                                                           | Biologisch            | Eine Hänge-Buche (Fagus sylvatica 'Pendula' )                                                                                           | Elberfeld Hochstraße (Alter Reformierter Friedhof Hochstraße) Karte                              | 57      | 19                     | § 22 a+b LG NRW | ungewöhnlich mächtiger Baum, prägend für den Friedhof                                        | Stand: 2008-11-10                                          | 0.12            |
| mehr Fotos \| Fotos hochladen                                                                           | Biologisch            | Eine Sommerlinde (Tilia platyphyllos)                                                                                                   | Elberfeld-West Kriegerheimstraße Karte                                                           | 421     | 149                    | § 22 b LG NRW   | ungewöhnlich mächtiger Baum                                                                  | Stand: 2008-11-10                                          | 1.01            |
| Fotos hochladen                                                                                         | Biologisch            | Eine Stechpalme (Ilex aquifolium) | Elberfeld-West Waldesruh 146 Karte                                                               | 252     | 563                    | § 22 b LG NRW   | besonders altes Exemplar                                                                     | Stand: 2008-11-10                                          | 1.02            |
| mehr Fotos \| Fotos hochladen                                                                           | Biologisch            | Ein Riesenmammutbaum (Sequoiadendron giganteum)                                                                                         | Elberfeld-West Zoo Wuppertal Karte                                                               | 271     | 13                     | § 22 b LG NRW   | dendrologisch interessant                                                                    | Stand: 2008-11-10                                          | 1.03            |
| BW | Biologisch            | Ein Riesenmammutbaum (Sequoiadendron giganteum)                                                                                         | Elberfeld-West Zoo Wuppertal Karte                                                               | 271     | 13                     | § 22 b LG NRW   | dendrologisch interessant                                                                    | Stand: 2008-11-10                                          | 1.04            |
| BW | Biologisch            | Ein Riesenmammutbaum (Sequoiadendron giganteum)                                                                                         | Elberfeld-West Zoo Wuppertal Karte                                                               | 271     | 13                     | § 22 b LG NRW   | dendrologisch interessant                                                                    | Stand: 2008-11-10                                          | 1.05            |
| mehr Fotos \| Fotos hochladen                                                                           | Biologisch            | Eine Rosskastanie (Aesculus hippocastanum)                                                                                              | Elberfeld-West Rabenweg 3 Karte                                                                  | 408     | 407                    | § 22 b LG NRW   | markante Einzelstellung                                                                      | Stand: 2008-11-10                                          | 1.06            |
| mehr Fotos \| Fotos hochladen                                                                           | Biologisch            | Eine Tulpen-Magnolie (Magnolia × soulangiana)                                                                                           | Elberfeld-West Viktoriastraße 89 Karte                                                           | 414     | 8                      | § 22 b LG NRW   | altes, baumartiges Exemplar                                                                  | Stand: 2008-11-10                                          | 1.07            |
| mehr Fotos \| Fotos hochladen                                                                           | Biologisch            | Ein Gewöhnlicher Trompetenbaum (Catalpa ovata)                                                                                          | Elberfeld-West Friedrich-Ebert-Straße 152a+b Karte                                               | 395     | 3                      | § 22 b LG NRW   | dendrologisch interessant                                                                    | Stand: 2008-11-10                                          | 1.08            |
| mehr Fotos \| Fotos hochladen                                                                           | Geologisch            | Dorper Höhlen | Elberfeld-West Nüller Straße Karte                                                               | 419 446 | versch.                | § 22 a LG NRW   | bisher einzige Höhlen in Dorp Fazies                                                         | Stand: 2008-11-10                                          | 1.09            |
| mehr Fotos \| Fotos hochladen                                                                           | Biologisch            | Eine Blutbuche (Fagus sylvatica 'Purpurea' )                                                                                            | Elberfeld-West Katernberger Straße 24 Karte                                                      | 385     | 65/42                  | § 22 a+b LG NRW | ortsbildprägend, markant                                                                     | Stand: 2008-11-10                                          | 1.10            |
| mehr Fotos \| Fotos hochladen                                                                           | Biologisch            | Eine Ahornblättrige Platane (Platanus × hispanica)                                                                                      | Elberfeld-West Arrenberger Straße 38 Karte                                                       | 317     | 57                     | § 22 b LG NRW   | dominate Einzelstellung                                                                      | Stand: 2008-11-10                                          | 1.11            |
| mehr Fotos \| Fotos hochladen                                                                           | Biologisch            | Ein Spitzahorn (Acer platanoides) | Elberfeld-West Benrather Straße 42 neben dem ehem. Empfangsgebäude des Bahnhofs Varresbeck Karte | 436     | 523                    | § 22 b LG NRW   | markante Einzelstellung                                                                      | Stand: 2008-11-10                                          | 1.12            |
| mehr Fotos \| Fotos hochladen                                                                           | Biologisch            | Ein Buchsbaum (Buxus sempervirens) | Elberfeld-West Arrenberger Straße 20 Karte                                                       | 315     | 27                     | § 22 b LG NRW   | seltenes, altes Exemplar                                                                     | Stand: 2008-11-10                                          | 1.14            |
| mehr Fotos \| Fotos hochladen                                                                           | Biologisch            | Eine Weißbunte Stechpalme (Ilex aquifolium Argentea Marginata)                                                                          | Elberfeld-West Arrenberger Straße 20 Karte                                                       | 315     | 27                     | § 22 b LG NRW   | seltenes, altes Exemplar                                                                     | Stand: 2008-11-10                                          | 1.15            |
| mehr Fotos \| Fotos hochladen                                                                           | Biologisch            | Ein Riesenmammutbaum (Sequoiadendron giganteum)                                                                                         | Elberfeld-West Dr.-Tigges-Weg Karte                                                              | 420     | 185                    | § 22 b LG NRW   | dendrologisch interessant                                                                    | Stand: 2008-11-10                                          | 1.16            |
| mehr Fotos \| Fotos hochladen                                                                           | Biologisch            | Eine Sommerlinden-Allee (Tilia platyphyllos) aus 32 Einzelbäumen                                                                        | Uellendahl-Katernberg Röttgen 8 (Friedhof) Karte                                                 | 19      | 210 + 234              | § 22 a+b LG NRW | alter Friedhofszugang „Lindendom“                                                            | Stand: 2008-11-10                                          | 2.01            |
| mehr Fotos \| Fotos hochladen                                                                           | Biologisch            | Eine Blutbuche (Fagus sylvatica 'Purpurea' )                                                                                            | Uellendahl-Katernberg Röttgen 8 (Friedhof) Karte                                                 | 19      | 234                    | § 22 b LG NRW   | einzelne Buche im „Lindendom“                                                                | Stand: 2008-11-10                                          | 2.02            |
| mehr Fotos \| Fotos hochladen                                                                           | Biologisch            | Eine Esche (Fraxinus excelsior) | Uellendahl-Katernberg Am Elisabethheim 68 b Karte                                                | 473     | 249                    | § 22 b LG NRW   | Relikte einer ehemaligen Hofstelle                                                           | Stand: 2008-11-10                                          | 2.03            |
| mehr Fotos \| Fotos hochladen                                                                           | Biologisch            | Eine Winterlinden-Allee (Tilia cordata) aus 16 Einzelbäumen                                                                             | Uellendahl-Katernberg In der Mirke Karte                                                         | 33      | 164                    | § 22 a+b LG NRW | Lindenallee zum Denkmal „Teschenmacher Hof“                                                  | Stand: 2008-11-10                                          | 2.04            |
| mehr Fotos \| Fotos hochladen                                                                           | Biologisch            | Eine Spitzahorn-Allee (Acer platanoides) aus 39 Einzelbäumen                                                                            | Uellendahl-Katernberg Florastraße Karte                                                          | 38      | 212/17                 | § 22 b LG NRW   | einzigartige einseitige Ahornallee, prägend für das Wohnquartier                             | Stand: 2008-11-10                                          | 2.05            |
| mehr Fotos \| Fotos hochladen                                                                           | Biologisch            | Eine Veitchs Tanne (Abies veitchii) | Uellendahl-Katernberg Adalbert-Stifter-Weg Karte                                                 | 32      | 187                    | § 22 a+b LG NRW | Relikt der Parkanlage der Seydschen Villa                                                    | Stand: 2008-11-10                                          | 2.06            |
| mehr Fotos \| Fotos hochladen                                                                           | Geologisch            | Böschungshang | Vohwinkel Buchenhofener Straße Karte                                                             | 6       | 5429                   | § 22 a LG NRW   | zum Teil reich Fossilien führendes Profil durch die Honseler Schichten                       | Stand: 2008-11-10                                          | 3.01            |
| mehr Fotos \| Fotos hochladen                                                                           | Biologisch            | Vier Winterlinden (Tilia cordata) | Vohwinkel Bahnstraße Karte                                                                       | 22      | 74                     | § 22 a+b LG NRW | geschlossene Baumgruppe, sogenannte Franzosenlinden                                          | Stand: 2008-11-10                                          | 3.02            |
| mehr Fotos \| Fotos hochladen                                                                           | Biologisch            | Eine Hainbuchen-Reihe (Carpinus betulus) aus zwölf Einzelbäumen                                                                         | Vohwinkel Ehrenhainstraße Karte                                                                  | 6       | 6453                   | § 22 b LG NRW   | Hainbuchenreihe landschaftsprägend                                                           | Stand: 2008-11-10                                          | 3.03            |
| mehr Fotos \| Fotos hochladen                                                                           | Biologisch            | Ein Ginkgo (Ginkgo biloba) | Vohwinkel Flieth Karte                                                                           | 4       | 2520                   | § 22 b LG NRW   | dendrologisch interessanter Baum, quartiersprägend                                           | Stand: 2008-11-10                                          | 3.04            |
| mehr Fotos \| Fotos hochladen                                                                           | Biologisch            | Drei Edelkastanien (Castanea sativa) | Vohwinkel Hammersteiner Allee 51–53 Villa Hammerstein Karte                                      | 6       | 7623                   | § 22 b LG NRW   | dendrologisch interessanter Baum, stärkste Exemplare im Stadtgebiet                          | Stand: 2008-11-10                                          | 3.05            |
| mehr Fotos \| Fotos hochladen                                                                           | Biologisch            | Eine Stieleiche (Quercus robur) | Cronenberg Hans-Otto-Bilstein-Platz Karte                                                        | 12      | 4741                   | § 22 a+b LG NRW | ortsbildprägende „Friedenseiche“                                                             | Stand: 2008-11-10                                          | 4.01            |
| Fotos hochladen                                                                                         | Biologisch            | Eine Rosskastanie (Aesculus hippocastanum)                                                                                              | Cronenberg Hohlenscheidter Straße 52 Karte                                                       | 234     | 324                    | § 22 b LG NRW   | mächtiger, quartierprägender Baum                                                            | Stand: 2008-11-10                                          | 4.02            |
| mehr Fotos \| Fotos hochladen                                                                           | Biologisch            | Eine Araucarie (Araucaria araucana) | Cronenberg Berghauser Straße 3 Karte                                                             | 12      | 4871                   | § 22 b LG NRW   | dendrologisch interessanter Baum                                                             | Stand: 2008-11-10                                          | 4.03            |
| Fotos hochladen                                                                                         | Biologisch            | Eine Araucarie (Araucaria araucana) | Cronenberg Berghauser Straße 5 Karte                                                             | 12      | 4307                   | § 22 b LG NRW   | dendrologisch interessanter Baum                                                             | Stand: 2008-11-10                                          | 4.04            |
| mehr Fotos \| Fotos hochladen                                                                           | Biologisch            | Eine Blutbuche (Fagus sylvatica 'Purpurea' )                                                                                            | Cronenberg Sudberger Straße Karte                                                                | 93      | 117                    | § 22 b LG NRW   | dominanter freistehender Einzelbaum, situationsprägend                                       | Stand: 2008-11-10                                          | 4.05            |
| mehr Fotos \| Fotos hochladen                                                                           | Biologisch            | Vier Blutbuchen (Fagus sylvatica 'Purpurea' )                                                                                           | Cronenberg Am Ehrenmal Karte                                                                     | 12      | 4977                   | § 22 b LG NRW   | markante Baumgruppe                                                                          | Stand: 2008-11-10                                          | 4.06            |
| mehr Fotos \| Fotos hochladen                                                                           | Biologisch            | Eine Stieleiche (Quercus robur) | Cronenberg Teschensudberger Straße 12, 14 Karte                                                  | 8       | 2689                   | § 22 b LG NRW   | besondere Einzelstellung, prägt das Ortsbild                                                 | Stand: 2008-11-10                                          | 4.07            |
| mehr Fotos \| Fotos hochladen                                                                           | Biologisch            | Eschen-Baumreihe (Fraxinus excelsior) aus drei Einzelbäumen                                                                             | Barmen Schwabenweg Burgunder Straße Karte                                                        | 376 379 | 114 + 127              | § 22 a+b LG NRW | Eschenbaumreihe im Bereich des alten Hofes Rittershaus, Grenze zwischen Barmen und Elberfeld | Stand: 2008-11-10                                          | 5.01            |
| mehr Fotos \| Fotos hochladen                                                                           | Biologisch            | Eine Stieleiche (Quercus robur) | Barmen Gottfried-Gurland-Straße Karte                                                            | 376     | 131                    | § 22 b LG NRW   | markanter Baum                                                                               | Stand: 2008-11-10                                          | 5.02            |
| mehr Fotos \| Fotos hochladen                                                                           | Biologisch            | Eine Ahornblättrige Platane (Platanus × hispanica)                                                                                      | Barmen Siedlungstraße 8 Ecke Theoderichstraße Karte                                              | 36      | 230                    | § 22 b LG NRW   | markante Einzelstellung, Bedeutung für das Wohnquartier                                      | Stand: 2008-11-10                                          | 5.03            |
| mehr Fotos \| Fotos hochladen                                                                           | Biologisch            | Ein Birnbaum (Pyrus communis) | Barmen Eichenstraße Karte                                                                        | 338     | 6                      | § 22 b LG NRW   | prägend für das Wohnquartier, besonders altes Exemplar                                       | Stand: 2008-11-10                                          | 5.05            |
| mehr Fotos \| Fotos hochladen                                                                           | Biologisch            | Eine Sommerlinde (Tilia platyphyllos)                                                                                                   | Barmen Wachtelstraße Karte                                                                       | 35      | 301                    | § 22 b LG NRW   | stadtbildprägender Einzelbaum                                                                | Stand: 2008-11-10                                          | 5.06            |
| mehr Fotos \| Fotos hochladen                                                                           | Biologisch            | Zwei Berg-Ahorne (Acer pseudoplatanus)                                                                                                  | Barmen Friedrich-Engels-Allee Engelsgarten Karte                                                 | 274     | 63                     | § 22 a+b LG NRW | Rest eines alten Baumbestandes im ehemaligen Garten der Familie Engels, stadtbildwirksam     | Stand: 2008-11-10                                          | 5.07            |
| mehr Fotos \| Fotos hochladen                                                                           | Biologisch            | Zwei Blutbuchen (Fagus sylvatica 'Purpurea' )                                                                                           | Barmen Friedrich-Engels-Allee Engelsgarten Karte                                                 | 274     | 63                     | § 22 a+b LG NRW | Rest eines alten Baumbestandes im ehemaligen Garten der Familie Engels, stadtbildwirksam     | Stand: 2008-11-10; Eine Buche wurde im März 2021 gefällt.  | 5.07            |
| mehr Fotos \| Fotos hochladen                                                                           | Biologisch            | Eine Bergulme (Ulmus glabra 'pendula' )                                                                                                 | Barmen Beer-Sheva-Ufer Karte                                                                     | 293     | 59                     | § 22 b LG NRW   | seltenes Exemplar, dendrologisch interessant                                                 | Stand: 2008-11-10                                          | 5.08            |
| mehr Fotos \| Fotos hochladen                                                                           | Geologisch            | Dolomitfelsen Hohenstein | Barmen Bogenstraße Karte                                                                         | 331     | 5 + 52                 | § 22 a LG NRW   | Dolomitfelsgruppe, größter Naturfels im Stadtgebiet                                          | Stand: 2008-11-10                                          | 5.09            |
| mehr Fotos \| Fotos hochladen                                                                           | Biologisch            | Eine Edelkastanie (Castanea sativa) | Barmen Nordpark (Wuppertal) Karte                                                                | 9       | 204                    | § 22 b LG NRW   | alter Hofbaum im Nordpark                                                                    | Stand: 2008-11-10                                          | 5.10            |
| mehr Fotos \| Fotos hochladen                                                                           | Biologisch            | Eine Ahornblättrige Platane (Platanus × acerifolia)                                                                                     | Oberbarmen Berliner Straße 19 Karte                                                              | 108     | 47                     | § 22 b LG NRW   | hervorragender Baum, für städtebauliche Situation besonders wertvoll                         | Stand: 2008-11-10                                          | 6.01            |
| mehr Fotos \| Fotos hochladen                                                                           | Biologisch            | Eine Schwarz-Pappel (Populus nigra) | Oberbarmen Altenkotten Karte                                                                     | 24      | 222                    | § 22 b LG NRW   | ausgeprägter Solitär, typischer Habitus, situationsprägend                                   | Stand: 2008-11-10                                          | 6.02            |
| mehr Fotos \| Fotos hochladen                                                                           | Biologisch            | Eine Stechpalme (Ilex aquifolium) | Oberbarmen Sternenberg 22 Karte                                                                  | 541     | 173                    | § 22 b LG NRW   | markanter Baum, selten im Stadtgebiet                                                        | Stand: 2008-11-10                                          | 6.03            |
| mehr Fotos \| Fotos hochladen                                                                           | Biologisch            | Eine Ahornblättrige Platane (Platanus × acerifolia)                                                                                     | Oberbarmen Tütersburg 27a Karte                                                                  | 25      | 50/14                  | § 22 a+b LG NRW | historische Verbindung zum denkmalgeschützten Gebäude                                        | Stand: 2008-11-10                                          | 6.04            |
| mehr Fotos \| Fotos hochladen                                                                           | Geologisch            | Einschnitt | Oberbarmen Breslauer Straße Karte                                                                | 61      | versch.                | § 22 a LG NRW   | Aufschluss von mitteldevonischen Massenkalk, fossilienreich                                  | Stand: 2008-11-10                                          | 6.05            |
| mehr Fotos \| Fotos hochladen                                                                           | Geologisch            | Ehemaliger Kalksteinbruch | Oberbarmen Höfen Karte                                                                           | 72      | 154                    | § 22 a LG NRW   | dickbankiger Massenkalk, Hohlräume mit Kristallen                                            | Stand: 2008-11-10                                          | 6.06            |
| mehr Fotos \| Fotos hochladen                                                                           | Biologisch            | Eine Schwarz-Erle (Alnus glutinosa) | Oberbarmen Berliner Straße Karte                                                                 | 132     | 21                     | § 22 b LG NRW   | markante Einzelstellung, prägend für das Straßenbild                                         | Stand: 2008-11-10                                          | 6.07            |
| mehr Fotos \| Fotos hochladen                                                                           | Biologisch            | Eine Rosskastanie (Aesculus hippocastanum)                                                                                              | Oberbarmen Oststraße Karte                                                                       | 57      | 88                     | § 22 a+b LG NRW | ortsbildprägend, markante Einzelstellung                                                     | Stand: 2008-11-10                                          | 6.08            |
| mehr Fotos \| Fotos hochladen                                                                           | Geologisch            | Bruchwand Silberkuhle | Oberbarmen Wittener Straße Karte                                                                 | 436     | 61                     | § 22 a LG NRW   | Felswand der ehemaligen Ziegelei Hottenstein, fossilienreich                                 | Stand: 2008-11-10                                          | 6.09            |
| mehr Fotos \| Fotos hochladen                                                                           | Geologisch            | Felsböschung | Oberbarmen Märkische Straße Karte                                                                | 28      | 36                     | § 22 a LG NRW   | Flinzschieferscholle von Massenkalk umgeben, sehr schöne Spezialfaltung im Schiefer          | Stand: 2008-11-10                                          | 6.10            |
| mehr Fotos \| Fotos hochladen                                                                           | Geologisch            | Kalkfelshänge | Oberbarmen Berliner Straße Karte                                                                 | 74      | 255                    | § 22 a LG NRW   | geowissenschaftlicher Wert des Objektes ist auf Grund der Höhlen sehr hoch                   | Stand: 2008-11-10                                          | 6.11            |
| [[Vorlage:Bilderwunsch/code!/C:51.278228,7.20525!/D:Schachthöhle, Eintrachtstraße Fatloh-Tunnel!/\|BW]] | Geologisch            | Schachthöhle | Oberbarmen Eintrachtstraße Fatloh-Tunnel Karte                                                   | 41      | 23                     | § 22 a LG NRW   | einzige, zugängliche Höhle im dolomitisierten Massenkalk in Wuppertal                        | Stand: 2008-11-10                                          | 6.12            |
| mehr Fotos \| Fotos hochladen                                                                           | Biologisch            | Bahneinschnitt Am Eckstein mit Hirschzungenfarn                                                                                         | Oberbarmen Am Eckstein Karte                                                                     | 458+460 | 46+122                 | § 22 b LG NRW   | der Hirschzungenfarn ist eine sogenannte Rote Liste Art                                      | Stand: 2008-11-10                                          | 6.13            |
| mehr Fotos \| Fotos hochladen                                                                           | Biologisch            | Abendländischer Lebensbaum-Allee (Thuja occidentalis) mit 16 Einzelbäumen und Scheinzypressen (Chamaecyparis spec.) mit 18 Einzelbäumen | Heckinghausen Norrenberger Friedhof Karte                                                        | 203     | 28                     | § 22 a+b LG NRW | prägende Koniferenalle                                                                       | Stand: 2008-11-10                                          | 7.01            |
| mehr Fotos \| Fotos hochladen                                                                           | Biologisch            | Abendländischer Lebensbaum-Allee (Thuja occidentalis) mit 15 Einzelbäumen und Wacholder-Allee (Juniperus communis) mit 9 Einzelbäumen   | Heckinghausen Norrenberger Friedhof Karte                                                        | 203     | 28                     | § 22 a+b LG NRW | prägende Koniferenalle                                                                       | Stand: 2008-11-10                                          | 7.02            |
| mehr Fotos \| Fotos hochladen                                                                           | Biologisch            | Eine Sommerlinden-Allee (Tilia platyphyllos) mit 36 Einzelbäumen                                                                        | Heckinghausen Heinrich-Janssen-Straße Karte                                                      | 179+182 | 43+29                  | § 22 b LG NRW   | Eingangsbereich der Barmer Anlagen, prägend für das Wohnquartier                             | Stand: 2008-11-10                                          | 7.03            |
| mehr Fotos \| Fotos hochladen                                                                           | Biologisch            | Eine Stieleiche (Quercus robur) | Langerfeld-Beyenburg Kemna 27                                                                    | 523     | 133                    | § 22 b LG NRW   | Solitärbaum, situationsprägend                                                               | Stand: 2008-11-10                                          | 8.01            |
| mehr Fotos \| Fotos hochladen                                                                           | Geologisch            | Einschnittböschungen | Langerfeld-Beyenburg Landesstraße 418 Siegelberg                                                 | 22      | 86, 156, 165, 176, 207 | § 22 a LG NRW   | typische Gesteine der Hobräcker Schichten                                                    | Stand: 2008-11-10                                          | 8.02            |
| mehr Fotos \| Fotos hochladen                                                                           | Biologisch            | Eine Sommerlinde (Tilia platyphyllos)                                                                                                   | Langerfeld-Beyenburg Ehrenberg                                                                   | 508     | 18                     | § 22 b LG NRW   | dominanter Einzelbaum einer ehemaligen Hofstelle                                             | Stand: 2008-11-10                                          | 8.03            |
| mehr Fotos \| Fotos hochladen                                                                           | Biologisch            | Zwei Sommerlinden (Tilia platyphyllos)                                                                                                  | Langerfeld-Beyenburg Hof Sondern 7 (ehemals Obersondern 7)                                       | 9       | 1017                   | § 22 b LG NRW   | sehr alte, dominate Linden, für den Hofraum prägend                                          | Stand: 2008-11-10                                          | 8.04            |
| mehr Fotos \| Fotos hochladen                                                                           | Biologisch            | Ein Berg-Ahorn (Acer pseudoplatanus) | Langerfeld-Beyenburg Starenstraße 142 Karte                                                      | 512     | 238                    | § 22 b LG NRW   | prägend, dominate Einzelstellung                                                             | Stand: 2008-11-10                                          | 8.05            |
| mehr Fotos \| Fotos hochladen                                                                           | Biologisch            | Eine Stieleiche (Quercus robur) | Langerfeld-Beyenburg Frielinghausen                                                              | 18      | 1610                   | § 22 b LG NRW   | dominanter Einzelbaum, ortsbildprägend                                                       | Stand: 2008-11-10                                          | 8.06            |
| mehr Fotos \| Fotos hochladen                                                                           | Biologisch            | Zwei Blutbuchen (Fagus sylvatica 'Purpurea' )                                                                                           | Ronsdorf Heidter Straße 53                                                                       | 38      | 24                     | § 22 b LG NRW   | Ensembleschutz mit alter Villa                                                               | Stand: 2008-11-10                                          | 9.02            |
| mehr Fotos \| Fotos hochladen                                                                           | Biologisch            | Ein Berg-Ahorn (Acer pseudoplatanus) | Ronsdorf Erbschlöer Straße 54                                                                    | 24      | 160                    | § 22 b LG NRW   | markanter Einzelbaum                                                                         | Stand: 2008-11-10                                          | 9.03            |
| mehr Fotos \| Fotos hochladen                                                                           | Biologisch            | Zwei Blutbuchen (Fagus sylvatica 'Purpurea' )                                                                                           | Ronsdorf Staubenthaler Straße 39                                                                 | 55      | 138                    | § 22 b LG NRW   | Solitärbäume auf ehemaligen Krankenhausgelände                                               | Stand: 2008-11-10; Eine Buche wurde im April 2020 gefällt. | 9.04            |
| mehr Fotos \| Fotos hochladen                                                                           | Biologisch            | Eine Blutbuche (Fagus sylvatica 'Purpurea' )                                                                                            | Ronsdorf Monschaustraße 76                                                                       | 55      | 242                    | § 22 b LG NRW   | dominant, mächtiger Baum                                                                     | Stand: 2008-11-10                                          | 9.05            |
| mehr Fotos \| Fotos hochladen                                                                           | Biologisch            | Eine Sommerlinde (Tilia platyphyllos)                                                                                                   | Ronsdorf Rädchen                                                                                 | 14      | 690                    | § 22 b LG NRW   | markanter Einzelbaum, Grenzbaum zur Stadt Remscheid                                          | Stand: 2008-11-10                                          | 9.06            |
| mehr Fotos \| Fotos hochladen                                                                           | Biologisch            | Ein Berg-Ahorn (Acer pseudoplatanus) | Ronsdorf Schenkstraße 19                                                                         | 18      | 80                     | § 22 b LG NRW   | Seltenheit für die Art                                                                       | Stand: 2008-11-10                                          | 9.07            |
| mehr Fotos \| Fotos hochladen                                                                           | Biologisch            | Eine Rosskastanie (Aesculus hippocastanum)                                                                                              | Ronsdorf Am Stadtbahnhof                                                                         | 18      | 223                    | § 22 b LG NRW   | markanter Einzelbaum, stadtbildprägend                                                       | Stand: 2008-11-10                                          | 9.08            |
| mehr Fotos \| Fotos hochladen                                                                           | Biologisch            | Eine Hainbuche (Carpinus betulus) | Ronsdorf Holthauser Straße oberhalb Haus Nr. 87                                                  | 45      | 75                     | § 22 b LG NRW   | Rest einer ehemaligen Hainbuchenhecke                                                        | Stand: 2008-11-10                                          | 9.09            |

### Naturdenkmale, nach der Überarbeitung 2008 nur noch in den Landschaftsplänen beschrieben

#### Im Landschaftsplan Wuppertal-Nord
| Bild                                    | Art des Naturdenkmals | Bezeichnung                                                 | Lage                                                             | Flur | Flurstück | Schutz nach | Schutzgrund | Eingetragen seit                                  | Denkmal- nummer |
| --------------------------------------- | --------------------- | ----------------------------------------------------------- | ---------------------------------------------------------------- | ---- | --------- | ----------- | ----------- | ------------------------------------------------- | --------------- |
| mehr Fotos \| Fotos hochladen           | Biologisch            | Vier Eiben (Taxus baccata)                                  | Vohwinkel Schöller, Stadtgrenze gegenüber Obmettmann 15 Karte    |      |           |             |             | Juli 1980                                         | 2.6.1           |
| mehr Fotos \| Fotos hochladen           | Geologisch            | Böschung der Ladestraße zum Güterbahnhof Dornap-Hahnenfurth | Vohwinkel Dornap-Hahnenfurth Karte                               |      |           |             |             |                                                   | 2.6.2           |
| Direkt Bild zu diesem Denkmal hochladen | Geologisch            | Grundhöckerrelief an der Nordböschung der Bahntrasse        | Elberfeld-West westlich des Dorper Tunnels                       |      |           |             |             | 2007                                              | 2.6.3           |
| mehr Fotos \| Fotos hochladen           | Geologisch            | Ein Dolomitfels                                             | Vohwinkel östlich von Schloss Lüntenbeck Karte                   |      |           |             |             | 30.11.79                                          | 2.6.4           |
| Fotos hochladen                         | Biologisch            | Ein Rotbuchenwald                                           | Vohwinkel südlich von Schloss Lüntenbeck Karte                   |      |           |             |             | 30.11.79                                          | 2.6.5           |
| mehr Fotos \| Fotos hochladen           | Geologisch            | Der ehemalige Steinbruch im Waldgebiet Im Großen Busch      | Vohwinkel südlich von Gut Steinberg Karte                        |      |           |             |             | 30.11.79                                          | 2.6.6           |
| mehr Fotos \| Fotos hochladen           | Geologisch            | Der ehemalige Steinbruch                                    | Uellendahl-Katernberg nordöstlich Zur Kohleiche Karte            |      |           |             |             | 30.11.79                                          | 2.6.7           |
| BW                                      | Geologisch            | Nordrand der ehemaligen Tongrube Uhlenbruch                 | Oberbarmen Karte                                                 |      |           |             |             | 2007                                              | 2.6.8           |
| mehr Fotos \| Fotos hochladen           | Geologisch            | Das Schluchttal des Vogelsangbaches                         | Uellendahl-Katernberg im Mirker Hain Karte                       |      |           |             |             | 1987                                              | 2.6.9           |
| BW                                      | Quelle                | Die Quellen des Heidacker Baches                            | Uellendahl-Katernberg Uellendahl-Untenrohleder Karte             |      |           |             |             | 27.3.84                                           | 2.6.10          |
| mehr Fotos \| Fotos hochladen           | Biologisch            | Eine Winterlinde (Tilia cordata)                            | Uellendahl-Katernberg Ibacher Mühle 146 Karte                    |      |           |             |             | 1987                                              | 2.6.11          |
| BW                                      | Biologisch            | Eine Rosskastanie (Aesculus hippocastanum)                  | Uellendahl-Katernberg Ibacher Mühle 146 Karte                    |      |           |             |             | 1987 Stand: 2021-08-14: Baum existiert nicht mehr | 2.6.12          |
| BW                                      | Quelle                | Die Quellen des Brüggenbaches                               | Uellendahl-Katernberg nördlich von Dönberg Karte                 |      |           |             |             | 27.3.84                                           | 2.6.13          |
| mehr Fotos \| Fotos hochladen           | Geologisch            | Die Steilwand in der Mählersbeck                            | Oberbarmen Mählersbeck Karte                                     |      |           |             |             | 2007                                              | 2.6.14          |
| Fotos hochladen                         | Geologisch            | Der Bahneinschnitt bei Holtkamp                             | Oberbarmen bei Holtkamp nördlich von Nächstebreck Karte          |      |           |             |             | 30.11.1979                                        | 2.6.15          |
| mehr Fotos \| Fotos hochladen           | Geologisch            | Doline mit Bachschwinde Blumenroth                          | Oberbarmen östlich von Nächstebreck bei Hoflage Blumenroth Karte |      |           |             |             | 2007                                              | 2.6.16          |
| mehr Fotos \| Fotos hochladen           | Geologisch            | Höhlengebiet Möddinghofe                                    | Oberbarmen östlich des Meinebaches Karte                         |      |           |             |             | 2007                                              | 2.6.17          |

#### Im Landschaftsplan Wuppertal-Ost
| Bild                                    | Art des Naturdenkmals | Bezeichnung                                                                    | Lage                                                     | Flur | Flurstück | Schutz nach   | Schutzgrund | Eingetragen seit     | Denkmal- nummer |
| --------------------------------------- | --------------------- | ------------------------------------------------------------------------------ | -------------------------------------------------------- | ---- | --------- | ------------- | ----------- | -------------------- | --------------- |
| mehr Fotos \| Fotos hochladen           | Biologisch            | Eine Winterlinde-Allee (Tilia cordata) mit 117 Einzelbäumen                    | Heckinghausen Obere Lichtenplatzer Straße Barmer Anlagen |      |           | § 22 b LG NRW |             |                      | 2.6.1           |
| mehr Fotos \| Fotos hochladen           | Geologisch            | Ein ehemaliger Grauwacke-Steinbruch                                            | Barmen Kothener Busch/Buschland Karte                    |      |           | § 22 a LG NRW |             |                      | 2.6.2           |
| Direkt Bild zu diesem Denkmal hochladen | Biologisch            | Ein Zucker-Ahorn (Acer saccharum)                                              | Heckinghausen Barmer Anlagen                             |      |           | § 22 b LG NRW |             |                      | 2.6.3           |
| Direkt Bild zu diesem Denkmal hochladen | Biologisch            | Eine Roteiche (Quercus rubra) und eine Blutbuche (Fagus sylvatica 'Purpurea' ) | Heckinghausen Barmer Anlagen                             |      |           | § 22 b LG NRW |             |                      | 2.6.4           |
| Direkt Bild zu diesem Denkmal hochladen | Biologisch            | Ein Mammutbaum (Metasequoia glyptostroboides)                                  | Heckinghausen Barmer Anlagen                             |      |           | § 22 b LG NRW |             |                      | 2.6.5           |
| mehr Fotos \| Fotos hochladen           | Biologisch            | Eine Rosskastanie (Aesculus hippocastanum)                                     | Langerfeld-Beyenburg Mesenholl                           |      |           | § 22 b LG NRW |             |                      | 2.6.6           |
| Direkt Bild zu diesem Denkmal hochladen | Biologisch            | Eine Stieleiche (Quercus robur)                                                | Ronsdorf Marscheid/Trotzhaus                             |      |           | § 22 b LG NRW |             |                      | 2.6.7           |
| Direkt Bild zu diesem Denkmal hochladen |                       |                                                                                |                                                          |      |           |               |             |                      | 2.6.8           |
| Fotos hochladen                         | Biologisch            | Eine Esche (Fraxinus excelsior)                                                | Ronsdorf Kleinsporkert                                   |      |           | § 22 b LG NRW |             |                      | 2.6.9           |
| Direkt Bild zu diesem Denkmal hochladen | Biologisch            | Drei Roteichen (Quercus rubra)                                                 | Langerfeld-Beyenburg Steinhauser Berg                    |      |           | § 22 b LG NRW |             |                      | 2.6.10          |
| Direkt Bild zu diesem Denkmal hochladen |                       |                                                                                |                                                          |      |           |               |             |                      | 2.6.11          |
| Direkt Bild zu diesem Denkmal hochladen |                       |                                                                                |                                                          |      |           |               |             |                      | 2.6.12          |
| mehr Fotos \| Fotos hochladen           | Biologisch            | Eine Stieleiche (Quercus robur)                                                | Langerfeld-Beyenburg Siepenplatz                         |      |           | § 22 b LG NRW |             |                      | 2.6.13          |
| Direkt Bild zu diesem Denkmal hochladen |                       |                                                                                |                                                          |      |           |               |             | nicht mehr vorhanden | 2.6.14          |
| Direkt Bild zu diesem Denkmal hochladen | Biologisch            | Eine Stieleiche (Quercus robur) und eine Winterlinde (Tilia cordata)           | Langerfeld-Beyenburg Spieckerheide                       |      |           | § 22 b LG NRW |             |                      | 2.6.15          |
| Direkt Bild zu diesem Denkmal hochladen | Biologisch            | Ein Buchsbaum (Buxus sempervirens)                                             | Langerfeld-Beyenburg Frielinghausen                      |      |           | § 22 b LG NRW |             |                      | 2.6.16          |

#### Im Landschaftsplan Gelpe
| Bild                                    | Art des Naturdenkmals | Bezeichnung                                                | Lage                                                            | Flur | Flurstück | Schutz nach     | Schutzgrund                                                                       | Eingetragen seit           | Denkmal- nummer |
| --------------------------------------- | --------------------- | ---------------------------------------------------------- | --------------------------------------------------------------- | ---- | --------- | --------------- | --------------------------------------------------------------------------------- | -------------------------- | --------------- |
| Direkt Bild zu diesem Denkmal hochladen | Quelle                | Quelle des Siepens Am Alten Dahl                           | Ronsdorf westlich der Ortslage Huckenbach                       |      |           | § 22 a+b LG NRW | schutzwürdige Quelle                                                              |                            | 2.6.1           |
| mehr Fotos \| Fotos hochladen           | Quelle                | Zwei Quellen des Gelpesiefens und Quelle des Eichensiefens | Elberfeld südlich der Freudenberger Straße                      |      |           | § 22 a+b LG NRW | schutzwürdige Quelle                                                              |                            | 2.6.2           |
| mehr Fotos \| Fotos hochladen           | Quelle                | Eine Quelle des Freudenberger Siepens                      | Elberfeld südlich der Freudenberger Straße                      |      |           | § 22 a+b LG NRW | schutzwürdige Quelle                                                              |                            | 2.6.3           |
| mehr Fotos \| Fotos hochladen           | Quelle                | Quelle des Saalbachs                                       | Ronsdorf südlich Hermesfeld                                     |      |           | § 22 a+b LG NRW | schutzwürdige Quelle                                                              |                            | 2.6.4           |
| Direkt Bild zu diesem Denkmal hochladen | Quelle                | Quellen des Hahnerberger Siepens                           | Elberfeld südöstlich Hahnerberg                                 |      |           | § 22 a+b LG NRW | schutzwürdige Quelle                                                              |                            | 2.6.5           |
| mehr Fotos \| Fotos hochladen           | Quelle                | Quelle des Rennbaumer Bachs                                | Elberfeld östlich Am Hohlenscheidt                              |      |           | § 22 a+b LG NRW | schutzwürdige Quelle                                                              |                            | 2.6.6           |
| Fotos hochladen                         | Quelle                | Zwei Quellen des Saalscheider Siefens                      | Ronsdorf südlich Klinik Bergisch-Land                           |      |           | § 22 a+b LG NRW | schutzwürdige Quelle                                                              |                            | 2.6.7           |
| mehr Fotos \| Fotos hochladen           | Quelle                | Quelle des Hintersten Holthauser Gemark Siefens            | Ronsdorf nördlich des Saalbachtals Karte                        | 9    | 669       | § 22 a+b LG NRW | schutzwürdige Quelle                                                              |                            | 2.6.8           |
| mehr Fotos \| Fotos hochladen           | Quelle                | Quelle des Holthauser Gemark Siefens                       | Ronsdorf nördlich des Saalbachtals Karte                        | 9    | 669       | § 22 a+b LG NRW | schutzwürdige Quelle                                                              |                            | 2.6.9           |
| mehr Fotos \| Fotos hochladen           | Quelle                | Quelle des Heidter Gemark Siefens                          | Ronsdorf nördlich des Saalbachtals Karte                        | 9    | 669       | § 22 a+b LG NRW | schutzwürdige Quelle                                                              |                            | 2.6.10          |
| mehr Fotos \| Fotos hochladen           | Quelle                | Quelle des Wüstenacker Siefens                             | Ronsdorf nördlich des Saalbachtals Karte                        | 9    | 668       | § 22 a+b LG NRW | schutzwürdige Quelle                                                              |                            | 2.6.11          |
| Direkt Bild zu diesem Denkmal hochladen | Quelle                | Quelle des Käshammer Siefens                               | Ronsdorf östlich der Ortslage Käshammer                         |      |           | § 22 a+b LG NRW | schutzwürdige Quelle                                                              |                            | 2.6.12          |
| mehr Fotos \| Fotos hochladen           | Quelle                | Die Quelle des Steines Siepen                              | Cronenberg westlich Zillertal                                   |      |           | § 22 a+b LG NRW | schutzwürdige Quelle                                                              |                            | 2.6.13          |
| Direkt Bild zu diesem Denkmal hochladen | Quelle                | Quelle des Heusiepen                                       | Ronsdorf südlich der Heidter Straße                             |      |           | § 22 a+b LG NRW | schutzwürdige Quelle                                                              |                            | 2.6.14          |
| Direkt Bild zu diesem Denkmal hochladen | Quelle                | Quelle des Eichholzbaches                                  | Elberfeld südlich der Ortslage Vorm Eichholz                    |      |           | § 22 a+b LG NRW | schutzwürdige Quelle                                                              |                            | 2.6.15          |
| Direkt Bild zu diesem Denkmal hochladen | Biologisch            |                                                            |                                                                 |      |           |                 |                                                                                   | Naturdenkmal wurde gefällt | 2.6.16          |
| Direkt Bild zu diesem Denkmal hochladen | Biologisch            | Eine Rotbuche (Fagus sylvatica)                            | Ronsdorf östlich der Ortslage Käshammer                         |      |           | § 22 b LG NRW   | Der freistehende Baum trägt zur Gliederung und Belebung des Landschaftsbildes bei |                            | 2.6.17          |
| Direkt Bild zu diesem Denkmal hochladen | Biologisch            | Eine Baumreihe mit Eschen, Ahornen und Lärchen             | Ronsdorf südlich der Heidter Straße zwischen Heidt und Ronsdorf |      |           | § 22 b LG NRW   | Die Bäume tragen zur Gliederung und Belebung des Orts und Landschaftsbildes bei   |                            | 2.6.18          |

#### Im Landschaftsplan Wuppertal-West
| Bild                          | Art des Naturdenkmals | Bezeichnung                           | Lage                                                                                          | Flur | Flurstück | Schutz nach     | Schutzgrund | Eingetragen seit | Denkmal- nummer |
| ----------------------------- | --------------------- | ------------------------------------- | --------------------------------------------------------------------------------------------- | ---- | --------- | --------------- | ----------- | ---------------- | --------------- |
| BW                            | Quelle                | Die Quelle des Glasbaches             | Cronenberg Karte                                                                              | 1    | 153       | § 22 a+b LG NRW |             |                  | 2.6.1           |
| BW                            | Quelle                | Die Quelle (Tümpelquelle) am Elsiepen | Cronenberg Karte                                                                              | 77   | 344       | § 22 a+b LG NRW |             |                  | 2.6.2           |
| mehr Fotos \| Fotos hochladen | Geologisch            | Felssporn Müngsten                    | Cronenberg Einmündung Morbachtalstraße (L 216) in L 74 (Parkplatz Brückenpark Müngsten) Karte | 96   | 35, 47    | § 22 a+b LG NRW |             |                  | 2.6.3           |

### Nicht mehr in der aktuellen Liste aufgeführt
vom Stand 16. Dezember 2008
Folgende Einträge waren noch in der 1. Ergänzende ordnungsbehördliche Verordnung zur einstweiligen Sicherstellung von Naturdenkmalen für das Gebiet der Stadt Wuppertal vom 16. November 2006 aufgelistet.
| Bild                                    | Art des Naturdenkmals | Bezeichnung                                     | Lage                                      | Flur | Flurstück    | Schutz nach     | Schutzgrund                                                  | Eingetragen seit  | Denkmal- nummer |
| --------------------------------------- | --------------------- | ----------------------------------------------- | ----------------------------------------- | ---- | ------------ | --------------- | ------------------------------------------------------------ | ----------------- | --------------- |
| Direkt Bild zu diesem Denkmal hochladen | Biologisch            | Ein Riesenmammutbaum (Sequoiadendron giganteum) | Elberfeld Lantert                         | 27   | 122/26       | § 22 b LG NRW   | Herausragende Wuchsform, stadtbildprägend                    | Stand: 2006-11-13 |                 |
| Direkt Bild zu diesem Denkmal hochladen | Biologisch            | Eine Sommerlinde (Tilia platyphyllos)           | Elberfeld-West Viktoriastraße             | 414  | 148          | § 22 a+b LG NRW | Prägend, markante Einzelstellung                             | Stand: 2006-11-13 |                 |
| Direkt Bild zu diesem Denkmal hochladen | Biologisch            | Eine Stieleiche (Quercus robur)                 | Elberfeld-West Hindenburgstraße           | 277  | 22/5         | § 22 b LG NRW   | Alter markanter Baum, ortsbildprägend                        | Stand: 2006-11-13 |                 |
| mehr Fotos \| Fotos hochladen           | Biologisch            | Eine Blutbuche (Fagus sylvatica 'Purpurea' )    | Elberfeld-West Friedrich-Ebert-Straße     | 395  | 36           | § 22 b LG NRW   | Ortsbildprägend, dominante Einzelstellung                    | Stand: 2006-11-13 |                 |
| Direkt Bild zu diesem Denkmal hochladen | Biologisch            | Eine Blutbuche (Fagus sylvatica 'Purpurea' )    | Uellendahl-Katernberg Katernberger Straße | 420  | 73           | § 22 b LG NRW   | Freistehender Solitär, prägend für das Wohnquartier          | Stand: 2006-11-13 |                 |
| Direkt Bild zu diesem Denkmal hochladen | Biologisch            | Eine Hänge-Buche (Fagus sylvatica 'Pendula' )   | Uellendahl-Katernberg Caubstraße          | 32   | 67/10, 68/10 | § 22 b LG NRW   | Ensembleschutz, ortsbildprägend                              | Stand: 2006-11-13 |                 |
| Direkt Bild zu diesem Denkmal hochladen | Biologisch            | Ein Riesenmammutbaum (Sequoiadendron giganteum) | Uellendahl-Katernberg Am Deckershäuschen  | 7    | 1012         | § 22 b LG NRW   | Einzelstellung, den Straßenraum prägend                      | Stand: 2006-11-13 |                 |
| Direkt Bild zu diesem Denkmal hochladen | Biologisch            | Eine Blutbuche (Fagus sylvatica 'Purpurea' )    | Cronenberg Hauptstraße                    | 12   | 2749/4       | § 22 b LG NRW   | Besondere Einzelstellung, Stadtbildprägend                   | Stand: 2006-11-13 |                 |
| Direkt Bild zu diesem Denkmal hochladen | Biologisch            | Eine Sommerlinde (Tilia platyphyllos)           | Cronenberg Hintersudberger Straße         | 90   | 36           | § 22 b LG NRW   | Sehr stattlicher Baum, der den Ortskern prägt                | Stand: 2006-11-13 |                 |
| Direkt Bild zu diesem Denkmal hochladen | Biologisch            | Eine Esche (Fraxinus excelsior)                 | Ronsdorf Forststraße                      | 32   | 54           | § 22 b LG NRW   | Seltenheit in Größe und Stammdurchmesser, Straßenbildprägend | Stand: 2006-11-13 |                 |
| Direkt Bild zu diesem Denkmal hochladen | Biologisch            | Eine Sommerlinde (Tilia platyphyllos)           | Ronsdorf Geranienstraße                   | 24   | 40           | § 22 b LG NRW   | Ausgeprägter Solitär, typischer Habitus, situationsprägend   | Stand: 2006-11-13 |                 |
| Direkt Bild zu diesem Denkmal hochladen | Biologisch            | Eine Rotbuche (Fagus sylvatica)                 | Ronsdorf Parkstraße                       | 11   | 576          | § 22 b LG NRW   | Dominante Einzelstellung, Relikt alter Parkanlage            | Stand: 2006-11-13 |                 |

Folgende Einträge waren noch im Auszug der Denkmalliste der Stadt Wuppertal vom Stand 2005 aufgelistet.
- 0/03 – Ein Ilex-Wäldchen (Ilex aquifolium)
- 0/05 – Der ehemalige Steinbruch auf der Hardt (heutige Nutzung: Waldbühne Hardt)
- 1/07 – Ein Berg-Ahorn (Acer pseudoplatanus)
- 1/11 – Ein Zuckerahorn (Acer saccharum)
- 1/12 – Eine Flügelnuss (Pterocarya fraxinifolia)
- 2/10 – Eine Rosskastanie (Aesculus hippocastanum)
- 3/03 – Kalkknotenschiefer
- 3/05 – Drei Winterlinden (Tilia cordata)
- 3/13 – Die Quelle der Kleinen Düssel
- 5/02 – Hohlweg-Einschnitt „Franzosenweg“ (51° 17′ 43″ N, 7° 10′ 25,6″ O)
- 5/09 – Die Felsklippe Diabas (51° 16′ 57,1″ N, 7° 11′ 44,2″ O)
- 5/11 – Der Straßenbahneinschnitt Riescheid (51° 17′ 22,3″ N, 7° 11′ 54,1″ O)
- 5/?? – Ein nicht näher beschriebener Baum (51° 17′ 27,7″ N, 7° 10′ 51,3″ O)
- 7/05 – Eine Stechpalme/Hülse (Ilex aquifolium)
- 7/10 – Eine Sommerlinde (Tilia platyphyllos) (Femlinde) (51° 16′ 0,5″ N, 7° 12′ 11,1″ O)
- 8/04 – Vier Stieleichen (Quercus robur) (51° 16′ 26,7″ N, 7° 16′ 30,9″ O)
- 8/15 – Eine Rosskastanie (Aesculus hippocastanum)
- 9/01 – Eine Feuchtwiese mit Orchideen Breitblättriges Knabenkraut (Dactylorhiza majalis)

### Ehemalige Naturdenkmale
| Bild | Art des Naturdenkmals | Bezeichnung                                                                                          | Lage                                                             | Flur | Flurstück | Schutz nach     | Schutzgrund                                                                              | Eingetragen seit                                                           | Denkmal- nummer |
| --- | --------------------- | --- | ---------------------------------------------------------------- | ---- | --------- | --------------- | ---------------------------------------------------------------------------------------- | -------------------------------------------------------------------------- | --------------- |
| mehr Fotos \| Fotos hochladen | Biologisch            | Zwei Blutbuchen (Fagus sylvatica 'Purpurea' )                                                        | Elberfeld Hochstraße 11 (Katholischer Friedhof Hochstraße) Karte | 57   | 20        | § 22 b LG NRW   | mächtige Bäume, dekorativ, Kronen breit ausladend am Eingang zum katholischen Friedhof   | Stand: 2008-11-10; Die zwei Buchen wurden Mitte 2021 zur Fällung bestimmt. | 0.07            |
| mehr Fotos \| Fotos hochladen | Biologisch            | Eine Rotbuche (Fagus sylvatica)                                                                      | Elberfeld-West Krummacher Straße Karte                           | 440  | 18/3      | § 22 b LG NRW   | ungewöhnlich großes Exemplar                                                             | Stand: 2008-11-10; wurde 2018 gefällt                                      | 1.13            |
| [[Vorlage:Bilderwunsch/code!/C:51.263311,7.188937!/D:Eine Blutbuche ( Fagus sylvatica 'Purpurea' ) und zwei Ahornblättrige Platanen ( Platanus × hispanica ), Gerdastraße Meckelstraße!/\|BW]] | Biologisch            | Eine Blutbuche (Fagus sylvatica 'Purpurea' ) und zwei Ahornblättrige Platanen (Platanus × hispanica) | Barmen Gerdastraße Meckelstraße Karte                            | 262  | 30        | § 22 a+b LG NRW | alter Baumbestand eines ehemaligen Bürgergartens                                         | Stand: 2008-11-10; Wurde im März 2021 gefällt.                             | 5.04            |
| mehr Fotos \| Fotos hochladen | Biologisch            | Eine Rosskastanie (Aesculus hippocastanum)                                                           | Barmen Friedrich-Engels-Allee Engelsgarten Karte                 | 274  | 63        | § 22 a+b LG NRW | Rest eines alten Baumbestandes im ehemaligen Garten der Familie Engels, stadtbildwirksam | Stand: 2008-11-10; wurde im März 2021 gefällt.                             | 5.07            |
| mehr Fotos \| Fotos hochladen | Biologisch            | Eine Rosskastanie (Aesculus hippocastanum)                                                           | Ronsdorf Heidt 14                                                | 8    | 2200      | § 22 b LG NRW   | markanter Einzelbaum                                                                     | Stand: 2008-11-10; wurde im November 2011 gefällt.                         | 9.01            |